# Grójec Wielki (województwo łódzkie)
Grójec Wielki – wieś w Polsce, położona w województwie łódzkim, w powiecie sieradzkim, w gminie Złoczew.
Wieś Grójec Wielki jest jedną z trzech miejscowości o tej nazwie w tej samej gminie. Pozostałe dwie to osady leśne: Grójec Wielki (identyfikator SIMC 0722503) oraz Grójec Wielki (identyfikator SIMC 0722510).

## Części wsi
| SIMC    | Nazwa    | Rodzaj    |
| ------- | -------- | --------- |
| 0722495 | Obojęcie | część wsi |

## Historia
Grodziec Wielki (Grójec Wielki) był wsią królewską (tenutą) w powiecie sieradzkim województwa sieradzkiego w końcu XVI wieku.
W latach 1954–1957 wieś należała i była siedzibą władz gromady Grójec Wielki, po jej zniesieniu w gromadzie Złoczew. W latach 1975–1998 miejscowość administracyjnie należała do województwa sieradzkiego.
3 września 1939 żołnierze Wehrmachtu i SS dokonali zbrodni na ludności wsi. Zamordowali 10 mieszkańców. Następnego dnia zastrzelili Marię Konieczną, oraz Józefa Lesiaka z wsi Ostrów i Mikołaja Skorupę z Lesiaków.